# Крамарж, Франтишек Винценц
Франтишек Винценц Крамарж (Франц Кроммер) (чеш.  František Vincenc Kramář; 27 ноября 1759, Каменицы-у-Йиглавы (ныне район Йиглава, края Высочина Чехии) — 8 января 1831, Вена, Австрийская империя) — чешский скрипач, дирижёр, композитор эпохи классицизма.

## Биография
Первые уроки музыки, игры на органе и скрипке получил у своего дяди Антона Матиаса Кроммера (Antonín Mátyás Kramář), учителя музыки и руководителя хора в Туранах близ Брно. В 1777 году стал органистом. В 1785 году отправился в Вену, где служил скрипачом в оркестре герцога Штирийского.
В 1790 году, был назначен капельмейстером в соборе венгерского города Печ. В 1795 году, вернулся в Вену, став в 1798 году дирижёром Капеллы герцога Игнаца Фукса.
После смерти в 1818 году Леопольда Кожелуха сменил его в должности придворного композитора Императорского двора Австрии и получив звание камеркапельмейстера, до своей кончины в 1831 года занимал эту должность.
Сопровождал императора Франца II в поездках в Италию и Францию. Получил множество наград за успешную творческую деятельность. Являлся также почётным членом Миланской консерватории и по предложению Антонина Рейха — Парижской консерватории.
Во время своего пребывания в Вене и за границей он сменил свою фамилию с чешского Крамарж на немецкую Кроммер.

## Творчество
Был плодовитым композитором, известны его около 300 опубликованных произведений, включая, пять симфоний, около ста струнных квартетов и многие другие сочинения для духовых и струнных коллективов, около пятнадцати струнных квинтетов и много духовной музыки.